# Jesper Thomsen
Jesper Thomsen (født 18. November 1987 i Aarhus) er en dansk håndboldspiller, der spillede for Aarhus GF i Danmark, skiftede efterfølgende til Skive hvor han blev købt til Kristianstad i Sverige - Vendte til sidst hjem og sluttede af i Stoholm.
Han har spillet 29 kampe på Danmarks U-håndboldlandshold, og deltaget ved "Junior-VM i håndbold 2009 (mænd)" for U-landshold.